# 任沁新
任沁新（1955年—），山西沁源人，汉族，中华人民共和国政治人物、第十二届全国人民代表大会河南地区代表。

## 生平
毕业于华中科技大学企业管理专业。加入中国共产党。担任中信重工机械股份有限公司董事长。2008年起担任全国人大代表。2013年，担任全国人大代表。